# Kunlun Energy
Kunlun Energy (chinesisch 崑崙能源 / 昆仑能源), ehemals CNPC (Hong Kong) Limited (中國(香港)石油有限公司 / 中国(香港)石油有限公司) ist ein chinesisches Unternehmen mit Firmensitz in Bermuda. Die Hauptverwaltung befindet sich in Hongkong. Das Unternehmen ist im Hang Seng Energy Index, ein Unterindex des Hang Seng China Index, an der Hong Kong Stock Exchange gelistet. 
Kunlun Energy wurde 1993 unter dem Namen CNPC (Hong Kong) Limited als Tochtergesellschaft von der China National Petroleum Corporation (CNPC) gegründet, um Kapitalmärkte zu erschließen und die Verfügung über Devisen zu erhöhen. Das Unternehmen erschließt und fördert Erdöl- und Erdgasvorkommen in der Volksrepublik China, Kasachstan, Oman, Peru, Thailand, Aserbaidschan, Indonesien und Myanmar. 
Die rund 400 Mitarbeiter erzielten 2006 einen Umsatz von 440 Millionen US-Dollar und einen Gewinn von 470 Millionen US-Dollar. Geschäftsführer von Kunlun Energy ist ZHAO, Yongqi.
Im März 2010 erfolgte die Umbenennung des Unternehmens in Kunlun Energy Company Limited.